# 泉大津駅
泉大津駅（いずみおおつえき）は、大阪府泉大津市旭町にある、南海電気鉄道南海本線の駅。駅番号はNK20。
急行以下の種別が停車する。

## 歴史

### 年表
- 1897年（明治30年）10月1日：南海鉄道が堺駅 - 佐野駅（当時）間で開業した際に、大津駅として設置。
- 1941年（昭和16年）8月5日：新駅舎使用開始[1]。
- 1942年（昭和18年）7月1日：同年4月1日の大津町の市制施行（泉大津市へ改称）により、泉大津駅に改称。
- 1944年（昭和19年）6月1日：会社合併により近畿日本鉄道の駅となる。
- 1947年（昭和22年）6月1日：路線譲渡により南海電気鉄道の駅となる。
- 1968年（昭和43年）10月1日：特急の停車駅から除外される[2]。
- 1974年（昭和49年）6月1日：橋上駅舎完成[3]。
- 1994年（平成6年）9月30日：泉大津駅地域再開発事業の進展により東口が完成。南海電鉄バス（当時）のバスターミナルも一部を除き東口に移行する。
- 2003年（平成15年）2月22日：高架化工事に伴い下り線のみ仮駅に移行。
- 2004年（平成16年）7月17日：高架化工事に伴い上り線を仮線に移行[4]。
- 2008年（平成20年）6月7日：上り線高架駅に移行[5]。
- 2012年（平成24年）
  - 4月1日 ：駅ナンバリングが導入され、使用を開始[6][7]。
  - 8月4日：下り線高架駅に移行[5]。

### 鉄道唱歌
鉄道唱歌第5集（関西・参宮・南海篇、1900年〈明治33年〉作詞）58番の歌詞にて、当駅が登場する。
貝塚いでしかひありて はや岸和田の城の跡 こゝは大津かいざゝらば おりて信太の楠も見ん

## 駅構造
待避設備を備えた島式2面4線の高架駅である。
当駅は、駅長が配置され、諏訪ノ森駅 - 忠岡駅と高師浜線の各駅を管轄している。
2008年6月7日に上り線の高架が使用開始され、エスカレーター、エレベーター、フルカラーLED式発車標（従来地上駅時代に設置にされていた反転フラップ式（ソラリー式）の機能に加え、発車時刻・両数も表示される）が設置されている。下り線については2012年8月4日に高架化された。太陽光発電システムが2011年1月25日から稼動を開始し、また雨水利用システムや節水型トイレを設置するなど、環境に配慮した駅である。

### のりば
| のりば | 路線   | 方向 | 行先                    |
| ------ | ------ | ---- | ----------------------- |
| 1・2   | 南海線 | 下り | 和歌山市・ 関西空港方面 |
| 3・4   | 南海線 | 上り | なんば方面              |

- 内側2・3番線が本線、外側1・4番線が待避線となっている。なんば側に下りから上りへの渡り線がある。ただし2013年現在、泉大津折り返し列車は設定されていない。
- 日中は空港急行と普通との緩急接続がほぼ終日行われており、当駅発車後の普通車は空港急行と比較して、上りは堺駅まで先着（高石で特急の通過待ち）、下りは泉佐野駅まで先着（岸和田で特急に接続）している（※2014年10月18日改正時点）。
- 高架下には南海の商業施設N.KLASS（エヌクラス）泉大津（2017年3月16日開業）がある。

## 利用状況
2023年（令和5年）度の1日平均乗降人員は24,862人である。南海の駅（100駅）では金剛駅に次ぐ10位、南海本線（今宮戎駅・萩ノ茶屋駅を除く41駅）では堺駅に次ぐ5位である。
高石市以南の泉州地域の鉄道駅としては、1日あたりの乗降客数が隣接する和泉市にある南海泉北線和泉中央駅に次いで多い。また、南海の駅全体から見ても、当駅以南のすべての特急停車駅を上回っている。
各年度・年次の1日平均利用状況は下表の通り。
| 年度/年次          | 年度別   | 年度別 | 年度別 | 年次別   | 年次別   | 年次別   | 出典       | 出典          |
| 年度/年次          | 乗降人員 | 増減率 | 順位   | 乗車人員 | 降車人員 | 乗降人員 | 南海       | 大阪府        |
| ------------------ | -------- | ------ | ------ | -------- | -------- | -------- | ---------- | ------------- |
| 1990年（平成02年） |          |        |        | 12,742   | 12,864   | 25,606   |            | [ 大阪府 1 ]  |
| 1991年（平成03年） |          |        |        | 12,721   | 12,280   | 25,001   |            | [ 大阪府 2 ]  |
| 1992年（平成04年） |          |        |        | 12,508   | 12,621   | 25,129   |            | [ 大阪府 3 ]  |
| 1993年（平成05年） |          |        |        | 12,361   | 12,489   | 24,850   |            | [ 大阪府 4 ]  |
| 1994年（平成06年） |          |        |        | 13,039   | 12,843   | 25,882   |            | [ 大阪府 5 ]  |
| 1995年（平成07年） |          |        |        | 13,563   | 13,112   | 26,675   |            | [ 大阪府 6 ]  |
| 1996年（平成08年） |          |        |        | 13,884   | 13,349   | 27,233   |            | [ 大阪府 7 ]  |
| 1997年（平成09年） |          |        |        | 13,886   | 13,269   | 27,155   |            | [ 大阪府 8 ]  |
| 1998年（平成10年） |          |        |        | 13,699   | 13,064   | 26,763   |            | [ 大阪府 9 ]  |
| 1999年（平成11年） |          |        |        | 13,580   | 12,924   | 26,504   |            | [ 大阪府 10 ] |
| 2000年（平成12年） |          |        |        | 13,376   | 12,714   | 26,090   |            | [ 大阪府 11 ] |
| 2001年（平成13年） |          |        |        | 13,283   | 12,666   | 25,949   |            | [ 大阪府 12 ] |
| 2002年（平成14年） |          |        |        | 12,906   | 12,292   | 25,198   |            | [ 大阪府 13 ] |
| 2003年（平成15年） |          |        |        | 12,762   | 12,107   | 24,869   |            | [ 大阪府 14 ] |
| 2004年（平成16年） |          |        |        | 12,644   | 11,927   | 24,571   |            | [ 大阪府 15 ] |
| 2005年（平成17年） |          |        |        | 12,820   | 12,046   | 24,866   |            | [ 大阪府 16 ] |
| 2006年（平成18年） |          |        |        | 12,901   | 12,154   | 25,055   |            | [ 大阪府 17 ] |
| 2007年（平成19年） |          |        |        | 13,005   | 12,275   | 25,280   |            | [ 大阪府 18 ] |
| 2008年（平成20年） |          |        |        | 13,174   | 12,487   | 25,661   |            | [ 大阪府 19 ] |
| 2009年（平成21年） |          |        |        | 12,937   | 12,332   | 25,269   |            | [ 大阪府 20 ] |
| 2010年（平成22年） |          |        |        | 12,826   | 12,272   | 25,098   |            | [ 大阪府 21 ] |
| 2011年（平成23年） |          |        |        | 12,718   | 12,205   | 24,923   |            | [ 大阪府 22 ] |
| 2012年（平成24年） |          |        |        | 13,128   | 12,478   | 25,606   |            | [ 大阪府 23 ] |
| 2013年（平成25年） | 26,150   | 2.1%   | 10位   | 13,272   | 12,879   | 26,151   | [ 南海 1 ] | [ 大阪府 24 ] |
| 2014年（平成26年） | 26,196   | 0.2%   | 10位   | 13,448   | 12,750   | 26,198   | [ 南海 1 ] | [ 大阪府 25 ] |
| 2015年（平成27年） | 27,244   | 4.0%   | 10位   | 14,327   | 12,945   | 27,272   | [ 南海 1 ] | [ 大阪府 26 ] |
| 2016年（平成28年） | 27,649   | 1.5%   | 11位   | 14,565   | 13,083   | 27,648   | [ 南海 2 ] | [ 大阪府 27 ] |
| 2017年（平成29年） | 28,682   | 3.7%   | 10位   | 15,329   | 13,352   | 28,681   | [ 南海 3 ] | [ 大阪府 28 ] |
| 2018年（平成30年） | 29,199   | 1.8%   | 10位   | 15,652   | 13,549   | 29,201   | [ 南海 4 ] | [ 大阪府 29 ] |
| 2019年（令和元年） | 29,402   | 0.7%   | 10位   | 15,777   | 13,656   | 29,433   | [ 南海 5 ] | [ 大阪府 30 ] |
| 2020年（令和02年） | 22,481   | -23.5% | 9位    | 11,689   | 10,793   | 22,482   | [ 南海 6 ] | [ 大阪府 31 ] |
| 2021年（令和03年） | 22,489   | 0.0%   | 9位    | 11,571   | 10,918   | 22,489   | [ 南海 7 ] | [ 大阪府 32 ] |
| 2022年（令和04年） | 24,739   | 10.0％ | 9位    | 12,842   | 11,898   | 24,740   | [ 南海 8 ] | [ 大阪府 33 ] |
| 2023年（令和05年） | 24,862   | 0.5％  | 10位   | 12,443   | 12,419   | 24,862   | [ 南海 9 ] | [ 大阪府 34 ] |

## 駅周辺

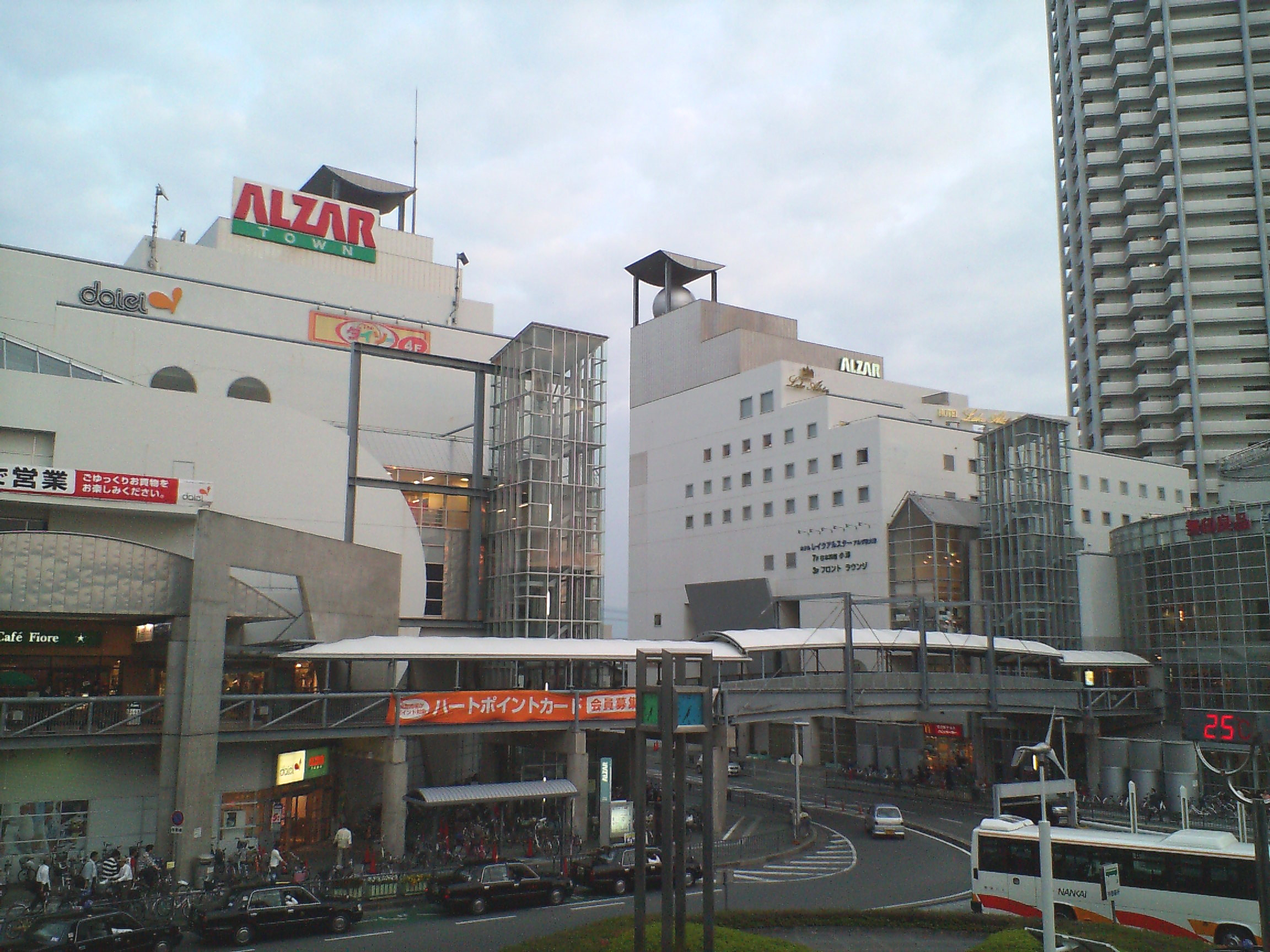
アルザ泉大津

### 公共機関
- 泉大津市役所（東雲町）
- 泉大津市立図書館（下条町）
- 泉大津市立総合体育館（宮町）
- 泉大津市民会館（小松町）
- 泉大津公共職業安定署（ハローワーク泉大津）（旭町）
- 泉大津労働基準監督署（池浦町）
- 大阪府泉大津警察署（田中町）
- 泉大津保健センター（宮町）
- 泉大津市消防本部・泉大津市消防署（小松町）
- 泉大津郵便局（小松町）

### 社寺
- 大津神社 - 泉大津だんじり祭り

### 学校
- 大阪府立泉大津高等学校

### 商業施設
- アルザ泉大津
  - マツゲン アルザタウン泉大津店
  - いずみおおつCITY
  - アルザタウン
  - アルザタワーズ
  - ホテルレイクアルスターアルザ泉大津（旧リーガホテルアルザ泉大津）
- テクスピア大阪 - 特産品直売所
- スーパーサンディ 泉大津店
- スーパーはやし 泉大津店
- オークワ 泉大津店
- コノミヤ泉大津店
- ナフコ 泉大津店
- ヤマダデンキ テックランド泉大津店
- 商業施設N.KLASS

### 病院
- 泉大津市立病院
- 吉川病院

## バス路線
南海バスの路線が主に発着する。停留所名は「泉大津駅前」。
全便が和泉府中駅前を経由し、321系統（平日夕方3便）を除くと和泉中央駅も全便が経由する。
なお、この他に夕方1本のみ泉大津港行き（阪九フェリーに接続）の岸和田観光バスが発車する他、桃山学院大学への直通通学バスも発着している。
| のりば | 路線名         | 系統・行先          | 備考                                        |
| ------ | -------------- | ------------------- | ------------------------------------------- |
| 1      | 泉大津光明池線 | 320系統：光明池駅   | 平日朝2本のみ運行。変電所前経由             |
| 1      | 泉大津光明池線 | 321系統：光明池駅   | 平日夕方3本のみ運行。和泉中央駅は経由しない |
| 1      | 泉大津光明池線 | 321V系統：光明池駅  |                                             |
| 1      | 阪本線         | 332系統：和泉青葉台 | 朝夕の運行                                  |
| 1      | 阪本線         | 335系統：和泉中央駅 | 阪本経由                                    |
| 2      | 寺門線         | 344系統：和泉中央駅 | 和泉市役所前経由                            |

## 隣の駅
南海電気鉄道
 南海本線
■特急サザン
通過（臨時停車の場合あり）
■急行（下記以外の列車）
羽衣駅 (NK16) - 泉大津駅 (NK20) - 岸和田駅 (NK24)
■急行（泉佐野行きの列車）・■空港急行・■区間急行
羽衣駅 (NK16) - 泉大津駅 (NK20) - 春木駅 (NK22)
■準急（なんば行きのみ運転）・■普通
松ノ浜駅 (NK19) - 泉大津駅 (NK20) - 忠岡駅 (NK21)
- 括弧内は駅番号を示す。
- 野外イベント会場「泉大津フェニックス」で大型イベント（「RUSH BALL」等）が実施される日は、一部のサザンが臨時停車することがある。

### 記事本文

### 利用状況
1. ↑  ハンドブック南海 - 南海電鉄
2. ↑  大阪府統計年鑑 - 大阪府

#### ハンドブック南海
1. 1 2 3  ハンドブック南海2016 鉄道事業 (PDF)
2. ↑  ハンドブック南海2017 (PDF)
3. ↑  ハンドブック南海2018 (PDF)
4. ↑  ハンドブック南海2019 (PDF)
5. ↑  ハンドブック南海2020 (PDF)
6. ↑  ハンドブック南海2021 (PDF)
7. ↑  ハンドブック南海2022 (PDF)
8. ↑  ハンドブック南海2023 (PDF)
9. ↑  ハンドブック南海2024 (PDF)

#### 大阪府統計年鑑
1. ↑  大阪府統計年鑑（平成3年） (PDF)
2. ↑  大阪府統計年鑑（平成4年） (PDF)
3. ↑  大阪府統計年鑑（平成5年） (PDF)
4. ↑  大阪府統計年鑑（平成6年） (PDF)
5. ↑  大阪府統計年鑑（平成7年） (PDF)
6. ↑  大阪府統計年鑑（平成8年） (PDF)
7. ↑  大阪府統計年鑑（平成9年） (PDF)
8. ↑  大阪府統計年鑑（平成10年） (PDF)
9. ↑  大阪府統計年鑑（平成11年） (PDF)
10. ↑  大阪府統計年鑑（平成12年） (PDF)
11. ↑  大阪府統計年鑑（平成13年） (PDF)
12. ↑  大阪府統計年鑑（平成14年） (PDF)
13. ↑  大阪府統計年鑑（平成15年） (PDF)
14. ↑  大阪府統計年鑑（平成16年） (PDF)
15. ↑  大阪府統計年鑑（平成17年） (PDF)
16. ↑  大阪府統計年鑑（平成18年） (PDF)
17. ↑  大阪府統計年鑑（平成19年） (PDF)
18. ↑  大阪府統計年鑑（平成20年） (PDF)
19. ↑  大阪府統計年鑑（平成21年） (PDF)
20. ↑  大阪府統計年鑑（平成22年） (PDF)
21. ↑  大阪府統計年鑑（平成23年） (PDF)
22. ↑  大阪府統計年鑑（平成24年） (PDF)
23. ↑  大阪府統計年鑑（平成25年） (PDF)
24. ↑  大阪府統計年鑑（平成26年） (PDF)
25. ↑  大阪府統計年鑑（平成27年） (PDF)
26. ↑  大阪府統計年鑑（平成28年） (PDF)
27. ↑  大阪府統計年鑑（平成29年） (PDF)
28. ↑  大阪府統計年鑑（平成30年） (PDF)
29. ↑  大阪府統計年鑑（令和元年） (PDF)
30. ↑  大阪府統計年鑑（令和2年） (PDF)
31. ↑  大阪府統計年鑑（令和3年） (PDF)
32. ↑  大阪府統計年鑑（令和4年） (PDF)
33. ↑  大阪府統計年鑑（令和5年） (PDF)
34. ↑  大阪府統計年鑑（令和6年） (PDF)